# Joachim Persson

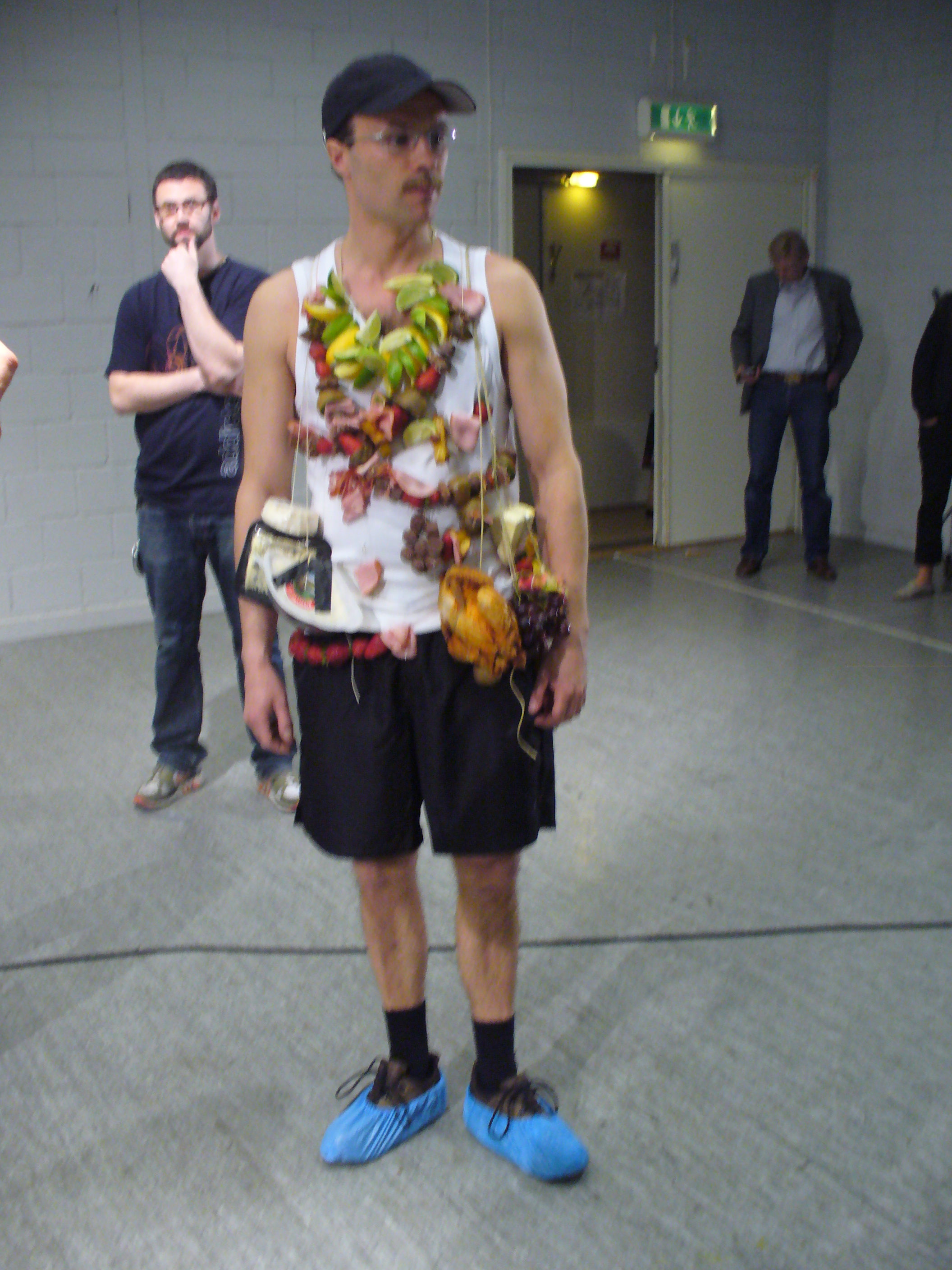
Joachim Persson i rollen som Jarmo (från Yippee Ki-Yay) under inspelning av reklamfilm för TV6.

Joachim Persson, född 14 november 1973, är en svensk före detta  skådespelare som nu är polis. Han är känd för att har spelat Lukas Strandberg i såpoperan Skilda världar  och programledaren Jarmo Ek i tv-programmet Yippee Ki-Yay.  
Innan han fick rollen som Lukas Strandberg studerade Persson på Calle Flygare Teaterskola. Hans tidigare skådespelarfarenheter bestod av en kortfilm han gjort tillsammans med en klasskamrat samt statistroller i Rederiet, Tre Kronor och Snoken.
Kopplingen till Musse Hasselvall och rollen som Jarmo Ek kan ha att göra med en tidigare biroll i tv-serien Hombres.
Jarmos humor lockade mängder vilket bidrog till hans egen fanclub, JarmoFanClub.se.
År 1998 medverkade han även i videon till Peter Harrysons låt "Så skall julen låta".
2011 medverkade han också i "Stig Helmer story" och spelade där en polis.